# Charles Manring
Charles David „Charley“ Manring (* 18. August 1929 in Cleveland, Ohio, Vereinigte Staaten; † 7. August 1991 in Bethesda, Maryland, Vereinigte Staaten) war ein US-amerikanischer Ruderer und Olympiasieger.

## Leben
Robert Morey begann an der Rutgers University zu studieren und kam dann an die United States Naval Academy. Er gewann als Steuermann mit dem US-Team als 23-Jähriger bei den Olympischen Sommerspielen 1952 in Helsinki die Goldmedaille im Rudern (Achter). Später wurde er Marineoffizier der United States Navy.